# ДиЛей, Пол
Пол Джозеф диЛей (англ. Paul Joseph deLay; 31 января 1952, Портленд, Орегон, США — 7 марта 2007, Портленд, Орегон, США) — американский блюзовый харпер и певец. Номинант Blues Music Awards в номинациях «Песня года» (1999), «Блюзовый харпер» (1999), «Исторический блюзовый альбом» (2018). Создатель и лидер группы The Paul deLay Band.

## Биография
Пол диЛей родился в Портленде, штат Орегон в 1952 году, с детства слушал разнообразную огромную коллекцию пластинок своих родителей. Увлёкся блюзом после того как услышал как группа Пола Баттерфилда играет песню «Good Mornin' Li’l Schoolgirl» в альбоме под названием Folk Songs '65, после чего стал осваивать губную гармонику. Первой его группой стала подростковая группа Mixed Blood. Незадолго до окончания школы в 1969 году диЛей бросил учёбу и вступил в профсоюз музыкантов.
Его профессиональная музыкальная карьера началась в начале 1970-х годов со сформированной им группой под названием Brown Sugar, которая дала множество концертов на Западном побережье и записала 7-дюймовый EP в 1974 году. В середине 1970-х группа распалась, и диЛей несколько месяцев гастролировал с Саннилендом Слимом и Хьюбертом Самлином, и в 1976 году диЛей и гитарист Джим Меси основали Paul deLay Blues Band, которая успешно выступала до середины 2000-х годов, стабильно записывая альбомы. В 1980-е годы группа давала по 200 концертов в год по всей стране, открывали шоу для блюзовых исполнителей национального масштаба, включая более двух десятков концертов Би Би Кинга. В свою очередь в 1970-е на разогреве у группы диЛея выступал Роберт Крей
К концу 1980-х годов диЛей страдал от алкогольной зависимости, которая у его возникла ещё в школе. В 1987 году он бросил пить, но пристрастился к кокаину. В 1990 году он был арестован за торговлю наркотиками, и через полтора года был приговорён к 41-месячному тюремному сроку. Во время заключения выступал в тюрьме в Уолла-Уолла с Майклом Мори из Seattle’s Alleged Perpetrators на басу. Пока диЛей был в заключении, его группа продолжала выступать без него, выступая под названием No deLay Band. Партии вокала исполняла блюзвумен из Портленда Линда Хорнбакл. После освобождения из тюрьмы диЛей снова присоединился к группе и записал ряд альбомов, получивших признание критиков. В 1999 году песня «Fourteen Dollars in the Bank’» претендовала на звание лучшей песни года Blues Music Awards, сам диЛей — на звание лучшего блюзового харпера. Выступал на множестве крупных блюзовых фестивалях, как в США, так и за пределами страны, но в основном его гастроли ограничивались западным побережье США.
В 2002 году deLay собрал окончательный состав своей группы, в которой Дэвид Вест разделил с ним лид-вокал и играл на фортепиано, Питер Дамманн играл на гитаре, Джефф Минник — на барабанах, а Дэйв Кал — на басу. Концертный альбом The Last of the Best: Live Recordings by the Paul DeLay Band с этим составом был выпущен в 2007 году, и вошёл в десятку лучших в национальном блюзовом чарте Billboard.
3 марта 2007 года, вернувшись в Портленд с благотворительного концерта в Кламат-Фолс, штат Орегон, диЛей почувствовал себя плохо, предположительно из-за бронхита, и обратился за медицинской помощью. При обследовании было выявлено что у музыканта терминальная стадия лейкемии, вскоре он впал в кому, из которой так и не вышел. Он умер в Providence Portland Medical Center 7 марта 2007 года в возрасте 55 лет.
Выпущенный в 2017 году альбом Live at Notodden ’97 с записью концерта 1997 года, претендовал на Blues Music Awards в номинации «Исторический блюзовый альбом».
Обладатель премии Portland Music Association Crystal Award в номинации «Запись года» (1992), премии Cascade Blues Association Muddy Awards в номинациях «Лучшая запись» (1991, 1992), «Лучший харпер» (1988—1995), «Лучший гитарист» (1990) и за жизненные достижения (1995). В честь диЛея названа благотворительная стипендия от некоммерческой музыкальной образовательной программе Ethos в Портленде.
По словам его коллеги по группе Джона Маццокко, который играл на басу в течение нескольких лет в 1990-х годах: «Он был самым изобретательным исполнителем на губной гармошке в истории планеты. Он был одарён — у него был невероятный тон, но, что ещё важнее, он мог смотреть на вещи иначе, чем любой другой исполнитель на губной гармошке».
«Его уникальный подход как к диатонической, так и к хроматической губной гармошке, а также его мощный вокал и его проницательное и юмористическое написание песен прочно поместили его в сердцах поклонников губной гармошки».
«…диЛей покорил Тихоокеанский Северо-Запад, доказав, что он заслуживает того, чтобы быть в числе величайших блюзовых вокалистов, авторов песен и харперов, особенно на хроматической гармонике, где его достижения, по мнению многих, не имеют себе равных».
«Его работа на диатонической губной гармошке сама по себе удивительна, но музыкальные барьеры действительно начинают рушиться, когда он берёт в руки хроматическую губную гармошку Hohner».
«…в его музыке, инструментах и аккордовых последовательностях есть и соул, и фанк, и госпел» 

## Дискография
- 1974: Brown Sugar Blues Band [7” EP]
- 1982: Teasin’
- 1984: American Voodoo
- 1985: The Paul DeLay Band
- 1988: Burnin’
- 1990: You’re Fired! The Best of the Paul DeLay Band (сборник из American Voodoo и The Paul DeLay Band)
- 1991: The Other One
- 1992: Paulzilla
- 1996: Take It From The Turnaround (сборник из The Other One и Paulzilla)
- 1996: Ocean of Tears
- 1998: Nice & Strong
- 1999: DeLay Does Chicago
- 2001: Heavy Rotation
- 2007: The Last of the Best: Live Recordings by the Paul DeLay Band
- 2017: Live at Notodden ’97